# Sommet de l'OTAN de 1990
Pour un article plus général, voir Sommet de l'OTAN.
Le sommet de l'OTAN Londres 1990 est le 11e sommet de l'OTAN, conférence diplomatique réunissant à Londres, au Royaume-Uni, les 5 et 6 juillet 1990, les chefs d'État et de gouvernement des pays membres de l'Organisation du traité de l'Atlantique nord.